# Крайнєв Володимир Всеволодович
Володи́мир Все́володович Кра́йнєв (рос. Владимир Всеволодович Крайнев, нар.1 квітня 1944, Красноярськ — пом.29 квітня 2011, Гановер) — радянський піаніст та музичний педагог. Лауреат чисельних конкурсів.

## Біографія
Навчався в Центральній музичній школі при Московській консерваторії, пізніше — у консерваторії (клас Генріха Нейгауза). Продовжив навчання в аспірантурі у сина Генріха Нейгауза — Станіслава Нейгауза.
Організатор фестивалю «Володимир Крайнєв запрошує», що проходить щорічно у Києві і Міжнародного конкурсу юних піаністів в Харкові (з 1992 р.).
У 1994 р. емігрував до Німеччини, у Гановер, де отримав посаду професора місцевої консерваторії.
У класі В. В. Крайнєва навчалися 29 молодих піаністів з Росії, України, Франції, Китаю, Німеччини, Кореї й інших держав. Багато хто з його учнів стали лауреатами престижних міжнародних конкурсів.
В тому ж році 1994 створив Міжнародний благодійний фонд допомоги юним піаністам. Член журі міжнародних конкурсів піаністів у Лідсі, Лісабоні, Токіо, ім. П. І. Чайковського в Москві.
В листопаді 2008 р. в Гамбурзі на всесвітньовідомій фірмі музичних інструментів «Стейнвей і сини» (англ. Steinway & Sons) Володимир Крайнєв допомагав директору Львівської обласної філармонії Володимиру Сивохопу вибирати новий концертний рояль для філармонії.
Пішов із життя в 2011 році в Ганновері.

## Приватне життя
Дружина — відомий тренер з фігурного катання Тетяна Тарасова. Дітей не було.

## Відзнаки та нагороди
- Володар головних премій на міжнародних конкурсах в Лідсі (1963), Лісабоні (1964),
- переможець IV Міжнародного конкурсу ім. П. І. Чайковського (1970).
- Народний артист СРСР (1990), Народний артист України
- лауреат Державної премії СРСР (1986),
- Нагороджений орденом «За заслуги» ІІІ ст. (квітень 2004 р.).